# José Sierra (piloto)
José Sierra Sandoval Jr. (Ciudad de México, México; 8 de abril de 1999) es un piloto de automovilismo mexicano. Actualmente compite en la SC Súper Copa con HO Speed Racing en la categoría GTM Pro 1.

## Resumen de carrera
| Temporada | Categoría                      | Equipo             | Carreras     | Victorias    | Poles        | VR           | Podios       | Puntos       | Pos.         |
| --------- | ------------------------------ | ------------------ | ------------ | ------------ | ------------ | ------------ | ------------ | ------------ | ------------ |
| 2013      | LATAM Challenge Series         |                    | 2            | 0            | 0            | 0            | 0            | 8            | 22.º         |
| 2015      | Campeonato Francés de F4       | Auto Sport Academy | 18           | 0            | 0            | 0            | 0            | 0            | 19.º         |
| 2015-16   | Campeonato NACAM de Fórmula 4  | Telcel RPL Racing  | 21           | 0            | 0            | 2            | 8            | 255          | 2.º          |
| 2016      | Campeonato Francés de F4       | Auto Sport Academy | 19           | 0            | 0            | 0            | 0            | 40           | 13.º         |
| 2016-17   | Campeonato NACAM de Fórmula 4  | Telcel RPL Racing  | 23           | 5            | 3            | 3            | 12           | 336          | 2.º          |
| 2017      | Fórmula México                 |                    | 2            | 0            | 0            | 0            | 1            | 0            | NC†          |
| 2017      | Campeonato Nacional U.S. F2000 | DEForce Racing     | 2            | 0            | 0            | 0            | 0            | 32           | 24.º         |
| 2017-18   | Campeonato NACAM de Fórmula 4  | Prop Car Racing    | 2            | 0            | 0            | 0            | 0            | 1            | 25.º         |
| 2018      | Campeonato Nacional U.S. F2000 | DEForce Racing     | 14           | 0            | 0            | 0            | 2            | 128          | 11.º         |
| 2018      | Fórmula México                 | Sierra Motorsports | 3            | 0            | 0            | 0            | 1            | 328          | 9.º          |
| 2018-19   | Campeonato NACAM de Fórmula 4  | N/A                | 6            | 0            | 0            | 0            | 0            | 0            | NC†          |
| 2019      | SC Súper Copa                  |                    | 1            | 0            | 0            | 0            | 0            | 72           | 15.º         |
| 2019      | Campeonato Nacional U.S. F2000 | Legacy Autosport   | 5            | 0            | 0            | 0            | 0            | 21           | 22.º         |
| 2022      | SC Súper Copa - GTM Light      | HO Speed Racing    | 16           | ?            | ?            | ?            | ?            | 1415         | 1.º          |
| 2023      | SC Súper Copa - GTM Pro 1      | HO Speed Racing    | Disputándose | Disputándose | Disputándose | Disputándose | Disputándose | Disputándose | Disputándose |
| Fuente:   |                                |                    |              |              |              |              |              |              |              |